# Гипофосфит свинца(II)
Гипофосфит свинца(II) — неорганическое соединение,
соль свинца и фосфорноватистой кислоты
с формулой Pb(PH2O2)2,
бесцветные кристаллы,
слабо растворяется в воде.

## Получение
- Растворение оксида свинца в растворе фосфорноватистой кислоте:

{\displaystyle {\mathsf {PbO+2H_{3}PO_{2}\ {\xrightarrow {}}\ Pb(PH_{2}O_{2})_{2}+H_{2}O}}}

## Физические свойства
Гипофосфит свинца(II) образует бесцветные кристаллы
моноклинной сингонии, пространственная группа C 2/c, параметры ячейки a = 1,5516 нм, b = 0,60081 нм, c = 0,59686 нм, β = 93,30°, Z = 4,
структура типа гипофосфита стронция Sr(PH2O2)2
.
Слабо растворяется в воде, не растворяется в этаноле.